# Nate Cash
Nate Cash est un scénariste, directeur et artiste de storyboards américain.

## Filmographie

### Scénariste
- depuis 2006 : Bob l'éponge (TV)
- 2009 : Les Merveilleuses Mésaventures de Flapjack (The Marvelous Misadventures of Flapjack) (TV)

### Storyboards
- 2003 : The Powerpuff Girls: 'Twas the Fight Before Christmas (vidéo)
- 2004-2005 : Foster, la maison des amis imaginaires (TV)
- depuis 2006 : Bob l'éponge (TV)
- 2008 : Super Bizz (TV)
- 2009 : Les Merveilleuses Mésaventures de Flapjack (The Marvelous Misadventures of Flapjack) (TV)

### Dessin de personnages
- 2004-2005 : Foster, la maison des amis imaginaires (TV)